# Попов Леонід Андрійович
Леонід Андрійович Попов (нар. 14 серпня 1919, Арилахський насліг — пом. 1 квітня 1990) — радянський якутський поет, письменник, драматург, перекладач; член Спілки письменників СРСР з 1944 року.

## Біографія
Народився 14 серпня 1919 в Арилахському наслізі (тепер Сунтарський улус, Республіка Саха, РФ) в сім'ї вчителя. 1941 року закінчив факультет мови і літератури Якутського педагогічного інституту. Закінчив Вищі літературні курси при Літературному інституті імені Олексія Горького. Працював старшим редактором Якутського книжкового видавництва, завідувачем відділом в редакції журналу «Хотугу сулус». Член КПРС з 1964 року.
Помер 1 квітня 1990 року.

## Творчість
Почав друкуватися з 1937 року. Автор:
збірок віршів і поем
- «Күүтэбин көрсүһэр күннэри» / «Чекаю днів зустрічі» (1943, присвячена німецько-радянській війні);
- «Истиҥ сүрэхтэн» / «Від щирого серця» (1950);
- «Хоптолор» / «Чайки» (1958);
- «Хаамыах халыҥ хаарынан» / «Йдемо по сніжній цілині» (1962);
- «Вогнище у куреня» (1966);

збірок повістей і оповідань
- «В тайзі сонячного каменю» (1961);
- «Кюнделі» (1970);

поем
- «Ырыа буолбут олох» / «Життя, що стало піснею» (1948, про Героя Радянського Союзу Федора Попова);
- «Мин республикабар» / «Моїй республіці» (1951, про успіхи якутів у будівництві комунізму);

п'єс
- «Түбүктээх сынньалаҥ» / «Неспокійний відпочинок» (присвячена добувачам алмазів);
- «Орли літають високо» (1959);
- «Сини Охонооса» (1968).

Писав також для дітей.
Переклав на якутський мову «Тараса Бульбу» Миколи Гоголя, «Повість про справжню людину» Бориса Полевого і «Молоду гвардію» Олександра Фадєєва, вірші Олександра Пушкіна, Михайла Лермонтова, Володимира Маяковського.

## Відзнаки
- Ордени Трудового Червоного Прапора, «Знак Пошани», медалі;
- Народний поет Якутії;
- Державна премія РРФСР імені Максима Горького[2].